# Městské opevnění (Třeboň)
Městské opevnění v Třeboni obcházelo historické jádro města. Zbytky opevnění jsou památkově chráněny.

## Historie
Opevnění vzniklo pravděpodobně ve 14. století. Jednalo se o hradbu jednoduchou, doplňoval ji vodní příkop, napájený z potoka, který tekl zhruba v místech dnešní Zlaté stoky. 
Při husitském obléhání města roku 1422 byly hradby sice poškozeny, nicméně nebyly zničeny. Následně proto bylo rozhodnuto o jejich zesílení a doplnění o další fortifikační prvky. Před hlavní hradbou se nacházela parkánová zeď, která byla ve druhé polovině 15. století doplněna dělovými baštami. 
Ve století šestnáctém byl přestavbou a úpravou opevnění pověřen Štěpánek Netolický. Výstavba probíhala velmi rychle nejspíše okolo let 1525 až 1527, a to v atmosféře sílících obav z postupující turecké armády Uhrami i v obavách z možných jiných vzpour v Čechách. Součástí prací byla přestavba všech čtyř tehdejších bran, které směřovaly do města. Hradby byly zesíleny především z jižní strany, kde byla realizována nová linie opevnění a s ní související Novohradská brána.
V roce 1571 došlo k částečnému odstranění některých fortifikačních prvků v souvislosti s výstavbou rybníka Svět. 
V roce 1611 bylo opevnění opraveno, o devět let později byla Třeboň opět obležena cizím vojskem, nebyla však dobyta. Během dalších let Třicetileté války docházelo k opravám hradeb ještě v letech 1639 a 1648. V následujícím století bylo opevnění kolonizováno místními obyvateli, kteří si v něm postavili vlastní domy. Východní část celého opevnění byla později rozprodána a město tak mělo jen část původních hradeb. 

## Brány
Na západní straně města při příjezdu od Českých Budějovic u kostela Panny Marie Královny a svatého Jiljí je brána Budějovická, vybudovaná začátkem 17. století a přestavěna do nynější podoby na začátku 19. století. Na východní straně na příjezdu od Jindřichova Hradce stojí Hradecká brána, jejíž jádro pochází z 20. let 16. století. Na spojnici dnešního Masarykova náměstí a Zámeckého parku byla až do počátku 17. stol. průjezdná ještě Břilická brána, dnes sloužící pouze pro pěší průchod.
Na jižní části starého města je Svinenská brána, kterou historici zmiňují již ve 14. století. Brána je nejen nejstarší, ale i nejdelší, a má sgrafitovou výzdobu. Bezprostředně před ní (ve směru z města) je ještě jedna brána, Novohradská. Těmito bránami vede cesta od Trhových Svinů a Nových Hradů.